# Saint-Augustin (stacja metra)
Saint-Augustin – stacja linii nr 9 metra  w Paryżu. Stacja znajduje się w 8. dzielnicy Paryża. Została otwarta 27 maja 1923 r.